# Drslavice (district d'Uherské Hradiště)
Pour les articles homonymes, voir Drslavice.
Drslavice (en allemand : Derslawitz, précédemment Drslawitz) est une commune du district d'Uherské Hradiště, dans la région de Zlín, en République tchèque. Sa population s'élevait à 498 habitants en 2020.

## Géographie
Drslavice est arrosé par la rivière Olšava et se trouve à 8 km à l'est d'Uherské Hradiště, à 21 km au sud de Zlín, à 99 km au sud-ouest d'Ostrava et à 256 km à l'est-sud-est de Prague.
La commune est limitée par Nedachlebice au nord, par Prakšice et Uherský Brod à l'est, par Vlčnov au sud, par Veletiny et Hradčovice à l'ouest.

## Histoire
La première mention écrite du village date de 1373.